# Octan miedzi(II)
Octan miedzi(II), Cu(CH
3COO)
2 – organiczny związek chemiczny z grupy octanów, sól kwasu octowego i miedzi na II stopniu utlenienia. Występuje w przyrodzie jako bardzo rzadki minerał hoganit. 

## Otrzymywanie

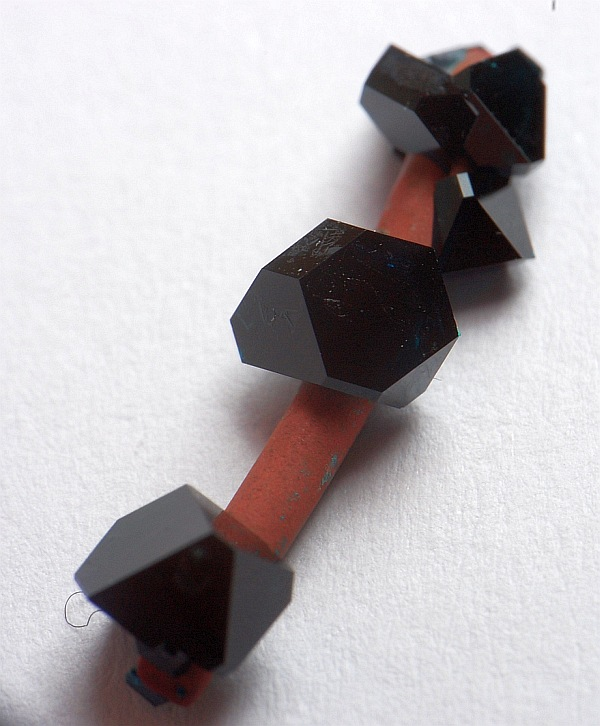
Kryształy Cu(CH3COO)2*H2O na drucie miedzianym

Octan miedzi(II) przemysłowo otrzymywany jest w formie monohydratu Cu(CH
3COO)
2·H
2O przez ogrzewanie wodorotlenku miedzi(II) lub hydroksowęglanu miedzi(II) z kwasem octowym:
Cu(OH)
2 + 2CH
3COOH → Cu(CH
3COO)
2 + 2H
2O
CuCO
3·Cu(OH)
2 + 4CH
3COOH → 2Cu(CH
3COO)
2 + 3H
2O + CO
2↑
Inna metoda polega na roztwarzaniu miedzi we wrzącym wodnym roztworze kwasu octowego w obecności powietrza.
Można go również otrzymać poprzez reakcję kwasu octowego z miedzią z udziałem nadtlenku wodoru jako utleniacza:
Cu + 2CH
3COOH + H
2O
2 → Cu(CH
3COO)
2 + 2H
2O

## Zastosowanie
Stosowany jest do barwienia tekstyliów oraz jako pigment do wyrobów ceramicznych. W przemyśle chemicznym jest wykorzystywany do syntezy innych związków (np. zieleni paryskiej), Jest też używany jako fungicyd.